# Sẹo
Sẹo là một khu vực của các mô bị xơ hóa thay thế da bình thường sau một chấn thương. Sẹo là kết quả của quá trình sinh học sửa chữa vết thương trên da, cũng như trong các cơ quan và mô khác của cơ thể. Do đó, sẹo là một phần tự nhiên của quá trình chữa bệnh. Ngoại trừ các tổn thương rất nhỏ, mọi vết thương (ví dụ, sau tai nạn, bệnh hoặc phẫu thuật) đều dẫn đến một mức độ sẹo nhất định. Một ngoại lệ cho điều này là động vật với sự tái sinh hoàn toàn, tái tạo mô mà không hình thành sẹo.
Mô sẹo được cấu tạo từ cùng loại protein (collagen) với mô mà nó thay thế, nhưng thành phần sợi của protein thì khác; thay vì sự hình thành ngẫu nhiên của các sợi collagen được tìm thấy trong các mô bình thường, trong xơ hóa các collagen liên kết chéo nhau và tạo thành một sự liên kết rõ rệt theo một hướng. Sự liên kết mô sẹo collagen này thường có chất lượng chức năng kém hơn so với sự liên kết ngẫu nhiên collagen bình thường. Ví dụ, sẹo trên da ít có khả năng chống lại tia cực tím, và tuyến mồ hôi và nang lông không phát triển trở lại trong các mô sẹo. Nhồi máu cơ tim, thường được gọi là đau tim, gây ra sự hình thành sẹo trong cơ tim, dẫn đến mất sức mạnh cơ bắp và có thể bị suy tim. Tuy nhiên, có một số mô (ví dụ xương) có thể chữa lành mà không bị suy giảm cấu trúc hoặc chức năng.

## Các loại

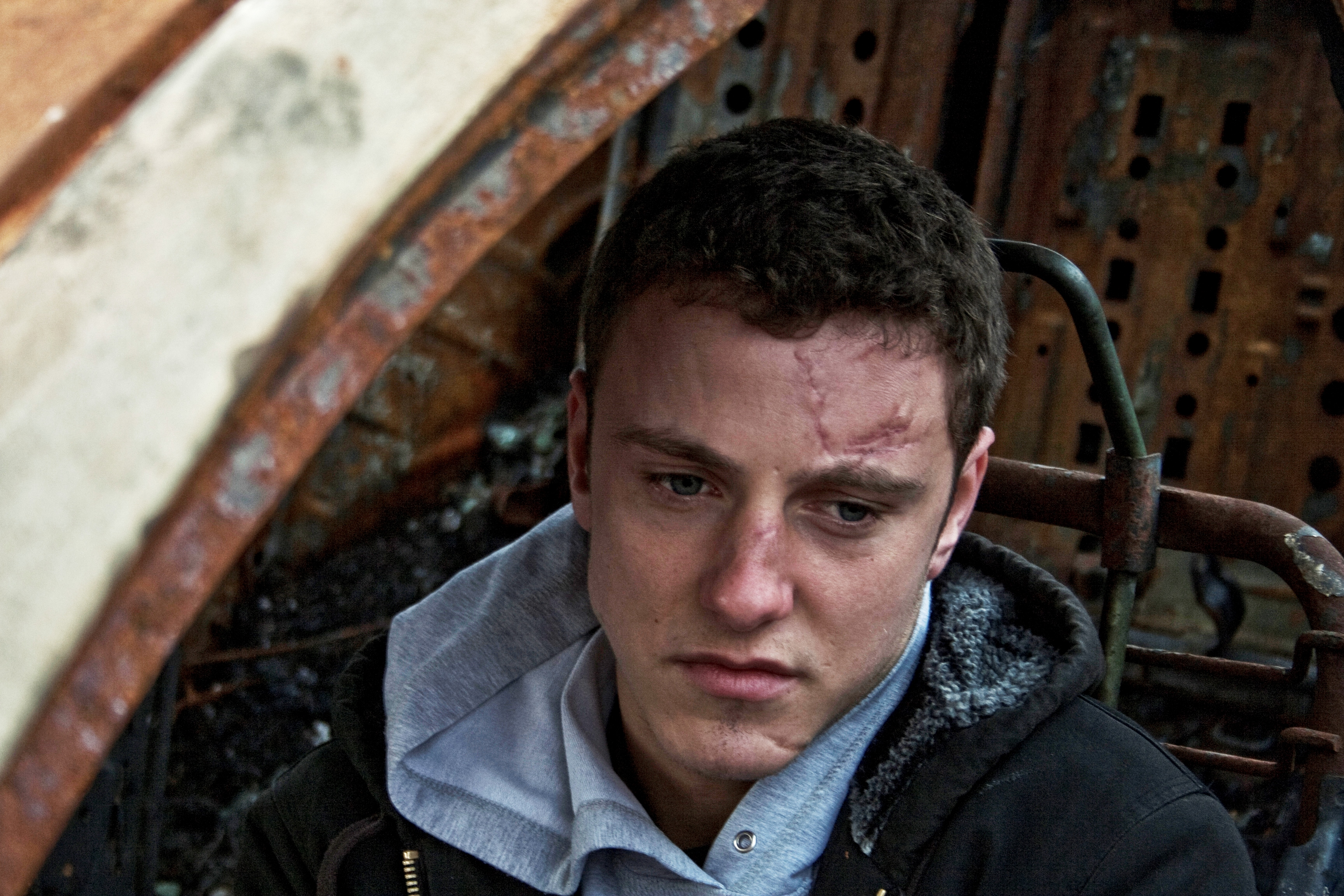
Người đàn ông với vết sẹo rõ ràng trên khuôn mặt

Tất cả các vết sẹo được cấu tạo từ cùng loại collagen với mô mà nó đã thay thế, nhưng thành phần của mô sẹo, so với mô bình thường, thì khác. Mô sẹo cũng thiếu độ đàn hồi  không giống như mô bình thường phân phối độ đàn hồi của sợi. Sẹo khác nhau về số lượng collagen biểu hiện quá mức. Nhãn đã được áp dụng cho sự khác biệt trong biểu hiện quá mức. Hai trong số các loại phổ biến nhất là sẹo phì đại và sẹo lồi, cả hai đều trải qua quá trình tăng trưởng collagen cứng quá mức vượt quá mô, ngăn chặn sự tái tạo của các mô. Một hình thức khác là sẹo teo (sẹo lõm), cũng có sự biểu hiện quá mức của tái tạo ngăn chặn collagen. Loại sẹo này bị trũng, vì các bó collagen không làm căng quá mức mô. Một số vết rạn da (striae) được coi là vết sẹo theo một số người.
Mức độ melanin cao và có tổ tiên là người châu Phi hoặc châu Á có thể làm cho vết sẹo bất lợi trở nên đáng chú ý hơn.

### Phì đại
Sẹo lồi xảy ra khi cơ thể sản xuất quá mức collagen, khiến vết sẹo được nâng lên trên vùng da xung quanh. Sẹo phì đại có dạng một cục đỏ nổi lên trên da. Chúng thường xảy ra trong vòng 4 đến 8 tuần sau khi bị nhiễm trùng vết thương hoặc việc đóng vết thương với căng thẳng quá mức và/hoặc các chấn thương da khác.

### Keloid

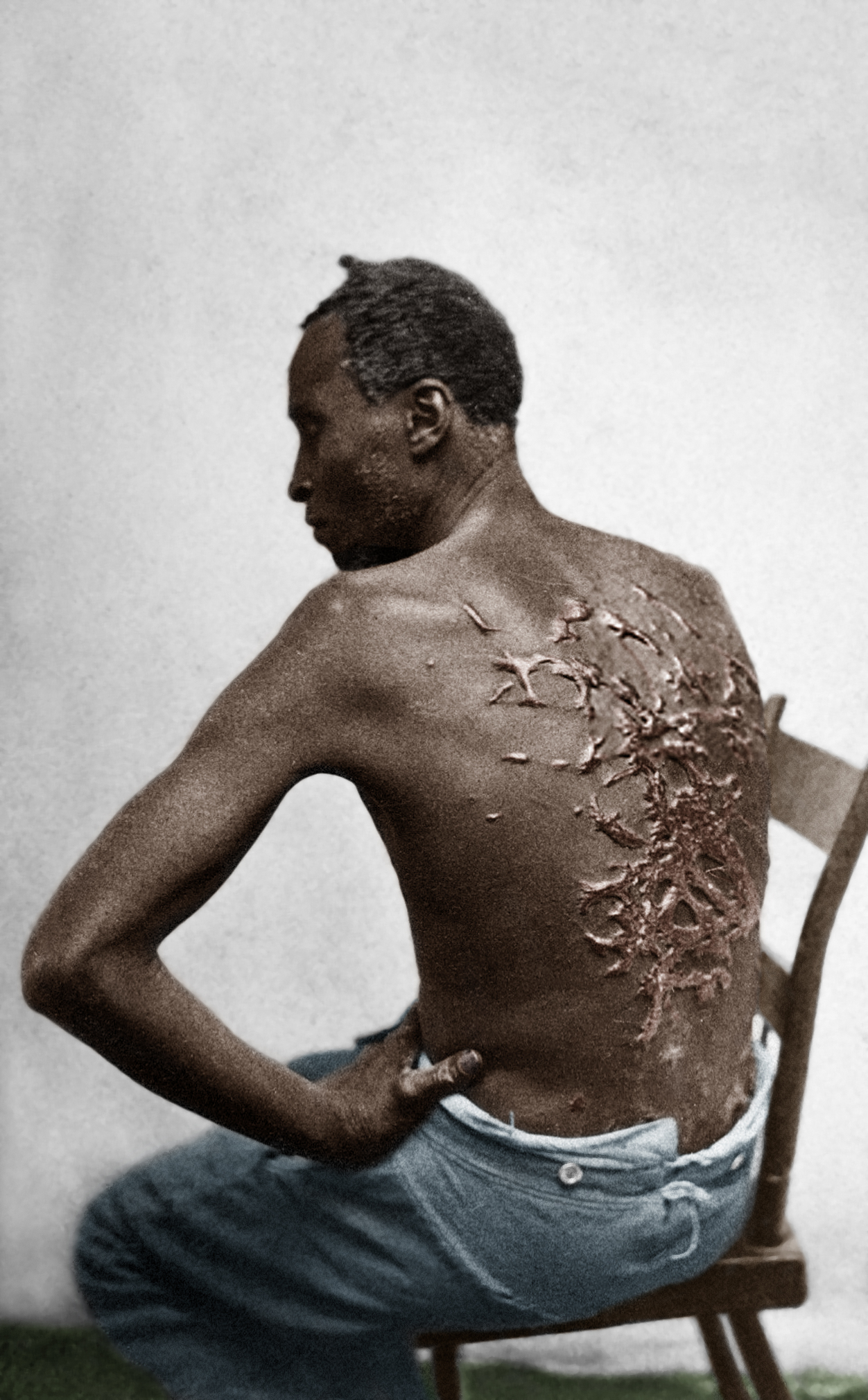
Sẹo Keloid sau khi bị đánh liên tục. Những người có sắc tố da sẫm màu dễ bị sẹo lồi hơn.

Sẹo keloid là một hình thức nghiêm trọng hơn của sẹo phì đại, bởi vì họ có thể phát triển vô hạn định vào, có khối u (mặc dù lành tính) lớn.

### Sẹo lõm
Sẹo lõm hay còn gọi là sẹo rỗ là di chứng của các bệnh lý về da liễu như mụn trứng cá, thủy đậu, dị ứng, tai nạn để lại. Khiến cho vùng hạ bì dưới da bị tổn thương sâu làm đứt gãy sợi sơ tế bào không thể tự tổng hợp collagen và elastin làm đầy sẹo. Sẹo lõm được phân thành 3 loại sẹo đáy nhọn, sẹo đáy vuông và sẹo lượn sóng. Sẹo lõm tuy không thể điều trị khỏi hoàn toàn. Tuy nhiên, nếu điều trị đúng cách tình trạng sẹo có thể cải thiện lên đến 80% tùy vào tình trạng da và độ tuổi của người bệnh.